# Axån
Axån är en å på Södertörn, i Botkyrka kommun, längd ca 6 km. Ån är en del av Kagghamraåns sjösystem och förbinder Malmsjön, Gölan och Axaren med Kagghamraåns huvudfåra vid Rosenhill. Axån står för den största delen av fosfor- och en stor del av kväve-belastningen i Kagghamraån.